# Baj van!!
A Baj van!! album a Tankcsapda első hanganyagának, az 1989-es Baj van!! demónak a 2001-ben újra felvett változata. A XXI. századi verziót az aktuális felállással rögzítették, amelyben egyedül az énekes Lukács László szerepelt az eredeti felvételt készítő csapatból.
Az 1989-es demón szereplő nyolc dal mellé további négy számot vettek fel, melyek anno 1989-ben lemaradtak a kazettáról. Ezek a "Kapd el!", a "Hová lettek", a "Terrorista vagyok" és a "Tetoválj ki!". Utóbbi kettő a Baj van!! demó 1993-as újrakiadásán azonban már szerepelt. Az "Ez vagyok én" az 1989-es demón még "I Want More" címen és kamu-angol szöveggel szerepelt. A magyar szöveget 2001-ben írta Lukács. Az albumon hallható többi dalon viszont semmit nem változtattak az eredeti változathoz képest.

## Az album dalai
1. Baj van!! – 1:36
2. Szívd! – 3:20
3. Fegyver vagyok – 2:25
4. Félre a tréfát! – 2:45
5. Kapd el! – 2:04
6. Anarchia – 2:18
7. Tankcsapda – 2:23
8. Terrorista vagyok (a UK Subs "Warhead" c. dalának magyar változata) – 3:10
9. Világ proletárjai – 1:20
10. Hová lettek – 0:45
11. Tetoválj ki! – 3:25
12. Ez vagyok én (az "I Want More" c. dal magyar szöveggel) – 2:08

## Közreműködők
- Lukács László – basszusgitár, ének
- Molnár Levente – gitár
- Fejes Tamás – dobok

## Helyezések

### Albumlisták
| Lista (2002)                            | Helyezés |
| --------------------------------------- | -------- |
| Magyarország (MAHASZ Top 40 albumlista) | 3        |

### Eladási minősítések
| Ország       | Eladási minősítés (2013) | Példányszám |
| ------------ | ------------------------ | ----------- |
| Magyarország | platina                  | 4.000+      |